# Pinelema
Pinelema és un gènere d'aranyes araneomorfs de la família dels telèmids (Telemidae). Fou descrit per primera vegada per C. X. Wang i S. Q. Li l'any 2012.
La seva distribució és per Xina i el Vietnam.

## Taxonomia
Segons el World Spider Catalog amb data de 14 de gener de 2019, estan descrites les següents 25 espècies:
- Pinelema bailongensis Wang & Li, 2012
- Pinelema cheni Zhao & Li, 2018
- Pinelema cordata (Wang & Li, 2010)
- Pinelema cunfengensis Zhao & Li, 2017
- Pinelema curcici Wang & Li, 2016
- Pinelema damtaoensis Zhao & Li, 2018
- Pinelema huobaensis Wang & Li, 2016
- Pinelema huoyan Zhao & Li, 2018
- Pinelema laensis Zhao & Li, 2018
- Pinelema liangxi (Zhu & Chen, 2002)
- Pinelema lizhuang Zhao & Li, 2018
- Pinelema nuocnutensis Zhao & Li, 2018
- Pinelema pacchanensis Zhao & Li, 2018
- Pinelema podiensis Zhao & Li, 2017
- Pinelema qingfengensis Zhao & Li, 2017
- Pinelema spirulata Zhao & Li, 2018
- Pinelema strentarsi (Lin & Li, 2010)
- Pinelema wangshang Zhao & Li, 2018
- Pinelema wenyang Zhao & Li, 2018
- Pinelema xiezi Zhao & Li, 2018
- Pinelema xiushuiensis Wang & Li, 2016
- Pinelema yaosaensis Wang & Li, 2016
- Pinelema yunchuni Zhao & Li, 2018
- Pinelema zhenzhuang Zhao & Li, 2018
- Pinelema zhewang (Chen & Zhu, 2009)